# Саклаимсоричахл
Саклаимсоричахл (Узловая) — гора высотой в 1128,1 метра на хребте Поясовый Камень, на стыке границ Свердловской области, Пермского края и Республики Коми.

## Географическое положение
Гора Саклаимсоричахл высотой 1128,1 метра расположена на стыке Ивдельского городского округа Свердловской области, Красновишерского района Пермского края и Троицко-Печорского района Республики Коми, в 23 километрах к югу от горы Отортен. Одна из вершин хребта Поясовый Камень. Гора расположена на границе Вишерского заповедника. От её западного склона отходит хребет Яныёмки. Юго-восточный склон имеет коэффициент сложности 1А. В 0,5 километра от вершины на юго-западном склоне горы берёт своё начало один из истоков реки Вишера.

## Описание
На склонах до высоты 700 метров пихтово-еловые леса с кедром. Выше располагаются березовое криволесье, горно-луговые и тундровые участки, каменные россыпи. 

## Топоним
Саклаим-Сори-Сяхыл в переводе с мансийского языка означает «гора у седловины, где были рассыпаны бусы». 